# 原硅酸氧钆
原硅酸氧钆是一种无机化合物，化学式为Gd2OSiO4。它可由K3GdCl6和四氯化硅或无定形二氧化硅在氧气流中加热至950~1100 °C反应得到。它也可在氧化钆和二氧化硅的固相高温反应中生成。掺杂其它镧系元素（如Ce3+、Yb3+）的Gd2OSiO4晶体在光学方面已有较多研究。

## 拓展阅读
- 张涵. 浅析掺杂硅酸钆晶体的研究现状 （页面存档备份，存于）. 科技信息, 2014 (8): 76-76.